# Deuterosaurus
Deuterosaurus (griech. „zweite Echse“) ist eine ausgestorbene Gattung früher Therapsiden („frühe Säugerverwandte“) aus der Gruppe der Dinocephalia. Die Fossilien werden in das mittlere Perm (Tatarium) Russlands datiert. Funde stammen zum größten Teil aus Osteuropa.
Die Erstbeschreibung der Gattung Deuterosaurus lieferte Karl Eduard Eichwald 1860. Es existieren zwei gültige Arten, Deuterosaurus biarmicus und Deuterosaurus jubilaei.

## Körperbau und Ökologie
Deuterosaurus ist mit beiden gültigen Arten von mehreren Schädelfunden und wenigen postcranialen Elementen bekannt. Diese Gattung früher Dinocephalia zeichnete sich durch eine relativ kurze Schnauze aus, die bereits mit den für alle Anteosauriden charakteristischen Fangzähnen bewehrt war. Die Backenzähne des Tieres waren jedoch relativ klein und abgerundet, so dass auf eine herbivore bzw. omnivore Lebensweise ähnlich der eines modernen Grizzlybärs geschlossen werden kann.

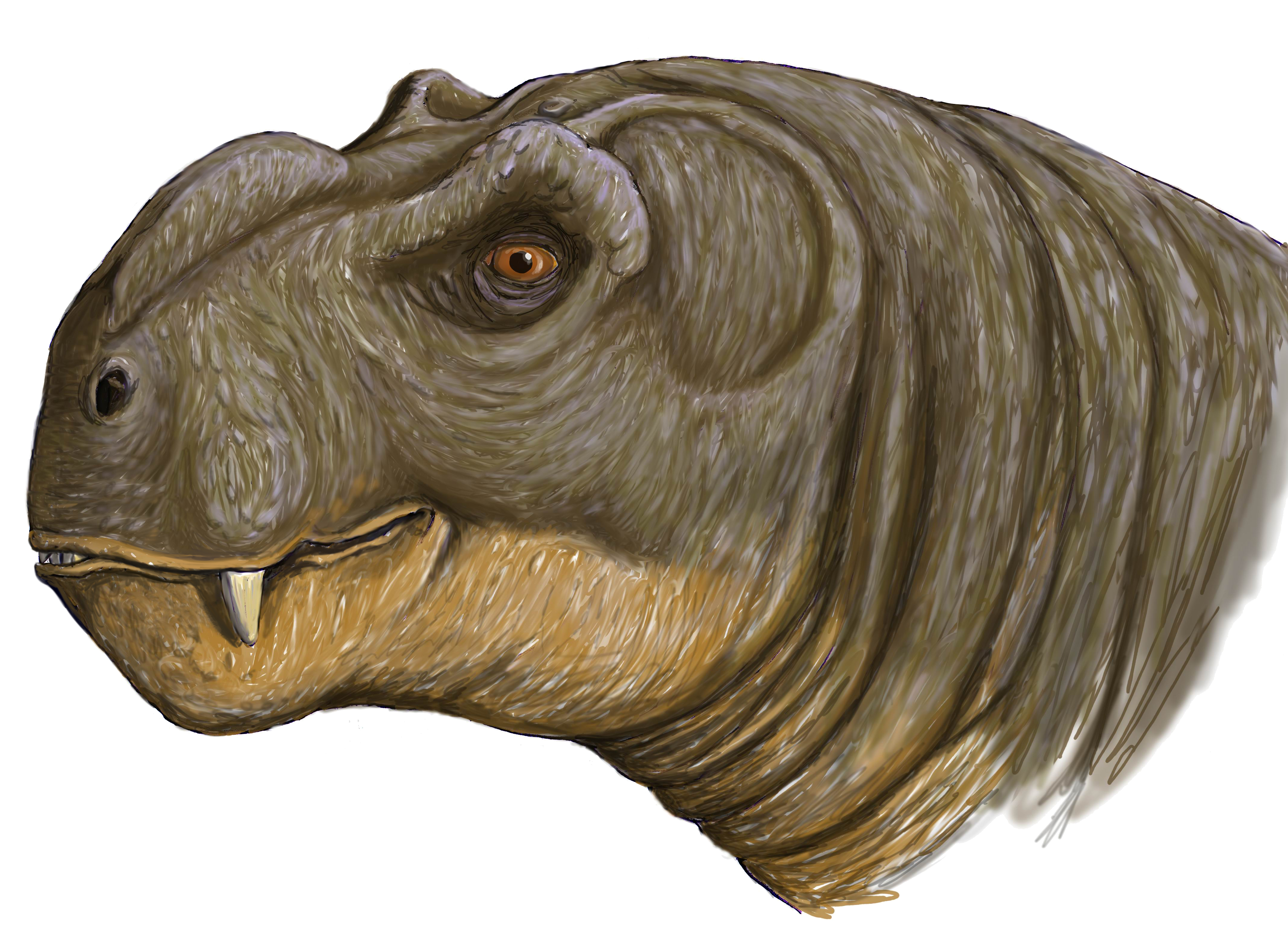
Rekonstruktion des Kopfes von Deuterosaurus jubilaei

Wie alle Vertreter der Dinocephalia besaß auch Deuterosaurus eine Verdickung des Schädeldachs, welche wahrscheinlich für Revier- oder Paarungskämpfe eingesetzt wurde. Die Oberschenkelknochen des Deuterosaurus ähnelten ebenso wie die der meisten anderen frühen Vertreter der Dinocephalia noch sehr denjenigen der Sphenacodontia. Wie diese lief auch Deuterosaurus noch mit den Beinen vom Körper abgespreizt, wobei wie bei modernen Reptilien der Schwanz hin und her schwang.

## Synonyme
Es existieren eine Reihe von Synonymen für beide Arten der Gattung Deuterosaurus.
Deuterosaurus biarmicus:
- Deuterosaurus mnemonialis (Eichwald, 1860)
- Eurosaurus verus (Eichwald, 1860)

Deuterosaurus jubilaei:
- Mnemeiosaurus jubilaei (Nopcsa, 1928)
- Uraniskosaurus watsoni (Nopcsa, 1928)

Deuterosaurus gigas ist wahrscheinlich ein Ulemosaurus.
In früheren Werken wurde Deuterosaurus fälschlicherweise als Dinosaurier der Trias klassifiziert.